# Ixiptla
L'ixiptla est, dans la religion aztèque, une incarnation d'une divinité par un être humain ou un animal, notamment à l'occasion de son sacrifice.